# فرانز كوخ
فرانز كوخ (بالألمانية: Franz Koch)‏ هو مؤرخ أدبي نمساوي، ولد في 21 مارس 1888 في Attnang ‏ في النمسا، وتوفي في 26 ديسمبر 1969 في توبينغن في ألمانيا.